# Nati nel 1940/Marzo
| Questa pagina contiene informazioni ricavate automaticamente dalle voci biografiche con l'ausilio del template Bio e di un bot. L'aggiornamento è periodico e automatico e ricostruisce completamente la pagina. Se manca una persona in questa lista, sei pregato di non aggiungerla, ma accertati piuttosto che la sua voce biografica contenga il template Bio e che i dati anagrafici siano correttamente compilati. Se il template Bio manca, inseriscilo tu stesso o, in alternativa, metti l'avviso {{tmp\|Bio}} che ne segnala la mancanza. Se i dati riportati sono sbagliati, correggi direttamente la voce biografica; le modifiche saranno visibili in questa lista entro pochi giorni. Per chiarimenti vedi il progetto biografie. La lista contiene solo le 261 persone che sono citate nell'enciclopedia e per le quali è stato implementato correttamente il template Bio. Pagina aggiornata al 10 ago 2025. |

- 1º marzo - Jürgen Brecht, ex schermidore tedesco
- 1º marzo - David Broome, cavaliere britannico
- 1º marzo - Nuala O'Faolain, scrittrice, giornalista e produttrice televisiva irlandese († 2008)
- 1º marzo - Gene Perla, bassista e produttore discografico statunitense
- 1º marzo - Ralph Towner, chitarrista, compositore e polistrumentista statunitense
- 1º marzo - Brian Waites, golfista britannico († 2025)
- 2 marzo - Alfredo Barlucchi, cestista e allenatore di pallacanestro italiano († 2023)
- 2 marzo - Francis Dreyfus, produttore discografico francese († 2010)
- 2 marzo - Giampaolo Fatale, politico italiano († 2013)
- 2 marzo - Mamnoon Hussain, politico e imprenditore pakistano († 2021)
- 2 marzo - Lennart Häggroth, hockeista su ghiaccio svedese († 2016)
- 2 marzo - Andrzej Korzyński, compositore e pianista polacco († 2022)
- 2 marzo - Robert Lloyd, basso inglese
- 2 marzo - Lothar de Maizière, avvocato, musicista e ex politico tedesco
- 2 marzo - Timothy Mason, storico britannico († 1990)
- 2 marzo - Billy McNeill, calciatore e allenatore di calcio scozzese († 2019)
- 2 marzo - Abdollah Movahed, ex lottatore iraniano
- 2 marzo - Ricardo Palacios, attore spagnolo († 2015)
- 2 marzo - David Worth, regista e direttore della fotografia statunitense
- 3 marzo - Perry Ellis, stilista statunitense († 1986)
- 3 marzo - Jan Jiskoot, ex nuotatore olandese
- 3 marzo - Kai Nilsen, ex calciatore norvegese
- 3 marzo - Jean-Paul Proust, politico e funzionario francese († 2010)
- 3 marzo - Walter Renneisen, attore tedesco
- 3 marzo - Svetozar Vujović, calciatore jugoslavo († 1993)
- 3 marzo - Ghāzī ʿAbd al-Raḥmān al-Quṣaybī, politico, diplomatico e scrittore saudita († 2010)
- 4 marzo - Giulio Ballio, ingegnere italiano
- 4 marzo - Ji-Tu Cumbuka, attore statunitense († 2017)
- 4 marzo - Georges Chardin Délices, ex calciatore haitiano
- 4 marzo - Ruggero Marino, giornalista, scrittore e poeta italiano
- 4 marzo - Vladimir Morozov, canoista sovietico († 2023)
- 5 marzo - Hans Albertsson, ex cestista e ex altista svedese
- 5 marzo - Enrico Arcelli, medico e preparatore atletico italiano († 2015)
- 5 marzo - Mascia Cantoni, annunciatrice televisiva e conduttrice televisiva svizzera
- 5 marzo - Dyango, cantante spagnolo
- 5 marzo - Ottorino Flaborea, ex cestista e allenatore di pallacanestro italiano
- 5 marzo - Viktor Getmanov, calciatore sovietico († 1995)
- 5 marzo - Graham McRae, pilota automobilistico neozelandese († 2021)
- 5 marzo - Filippo Panseca, artista, designer e scenografo italiano († 2024)
- 5 marzo - Sepp Piontek, ex calciatore e allenatore di calcio tedesco
- 5 marzo - Antonio Tozzi, cestista argentino († 2017)
- 6 marzo - Miguel José Asurmendi Aramendia, vescovo cattolico spagnolo († 2016)
- 6 marzo - Ken Galanchuk, ex cestista canadese
- 6 marzo - Giovanni Giudici, vescovo cattolico italiano († 2024)
- 6 marzo - Philippe Lacoue-Labarthe, filosofo francese († 2007)
- 6 marzo - Joanna Miles, attrice statunitense
- 6 marzo - Franco Proietti, politico italiano
- 6 marzo - Willie Stargell, giocatore di baseball statunitense († 2001)
- 7 marzo - John Bright, costumista britannico
- 7 marzo - Emanuele Cardinale, politico italiano († 2017)
- 7 marzo - Tony Conrad, violinista, compositore e artista statunitense († 2016)
- 7 marzo - Rudi Dutschke, sociologo e attivista tedesco († 1979)
- 7 marzo - Aldo Giarratano, politico e medico italiano
- 7 marzo - Glauco Gilardoni, calciatore italiano († 2005)
- 7 marzo - Alejandro Goić Karmelić, vescovo cattolico cileno
- 7 marzo - Kazuo Kamimura, fumettista, illustratore e saggista giapponese († 1986)
- 7 marzo - Marcello Pirro, artista e poeta italiano († 2008)
- 7 marzo - Santo Rossi, cestista italiano († 2020)
- 7 marzo - Viktor Savinych, cosmonauta sovietico
- 7 marzo - Daniel J. Travanti, attore statunitense
- 7 marzo - Renato Zardini, bobbista italiano
- 8 marzo - Jiří Daler, ex pistard ceco
- 8 marzo - Ina May Gaskin, scrittrice e docente statunitense
- 8 marzo - Theo Laseroms, allenatore di calcio e calciatore olandese († 1991)
- 8 marzo - Manfred Manglitz, ex calciatore tedesco
- 8 marzo - Leonid Osyka, regista, produttore cinematografico e sceneggiatore ucraino († 2001)
- 8 marzo - Barry Smith, pilota motociclistico australiano
- 8 marzo - Richard Williamson, vescovo britannico († 2025)
- 9 marzo - Jean-Jacques Debout, cantautore e compositore francese
- 9 marzo - Larisa Golubkina, attrice sovietica († 2025)
- 9 marzo - Raúl Juliá, attore portoricano († 1994)
- 9 marzo - Hans-Dieter Niedlich, cestista e allenatore di pallacanestro tedesco († 2019)
- 9 marzo - Władysław Nikiciuk, ex giavellottista polacco
- 9 marzo - Salvatore Novembre, operaio italiano († 1960)
- 9 marzo - Dénes Pócsik, pallanuotista ungherese († 2004)
- 9 marzo - Orazio Rancati, allenatore di calcio e calciatore italiano († 2023)
- 9 marzo - Umberto Ratti, ex calciatore italiano
- 9 marzo - Wanda Soprani, ex ginnasta italiana
- 9 marzo - Tat'jana Sorokina, ex cestista sovietica
- 10 marzo - LeRoy Ellis, cestista statunitense († 2012)
- 10 marzo - Elżbieta Franke-Cymerman, ex schermitrice polacca
- 10 marzo - Jorge Kissling, pilota motociclistico argentino († 1968)
- 10 marzo - Dante Lafranconi, vescovo cattolico italiano
- 10 marzo - Chuck Norris, attore, artista marziale e produttore televisivo statunitense
- 10 marzo - Viktor Obuchov, regista sovietico († 2009)
- 10 marzo - David Rabe, drammaturgo e sceneggiatore statunitense
- 10 marzo - Finn Thorsen, allenatore di calcio e ex calciatore norvegese
- 11 marzo - Derek Deadman, attore britannico († 2014)
- 11 marzo - Gilda Jannaccone, ex mezzofondista e velocista italiana
- 11 marzo - David Jones, velocista britannico († 2023)
- 11 marzo - Giulia Lorenzoni, ex schermitrice italiana
- 11 marzo - Emperatriz Mendoza, ex cestista peruviana
- 11 marzo - Georgios Metallinos, presbitero, teologo e storico greco († 2019)
- 12 marzo - Francesc-Xavier Ciuraneta Aymí, vescovo cattolico spagnolo († 2020)
- 12 marzo - David Clover, attore statunitense († 2007)
- 12 marzo - Al Jarreau, cantante statunitense († 2017)
- 12 marzo - Peter Gwynn-Jones, genealogista britannico († 2010)
- 13 marzo - Maria Helena Cardoso, ex cestista e allenatrice di pallacanestro brasiliana
- 13 marzo - Vittorio Dal Pozzo, ex cestista italiano
- 13 marzo - Christopher Gable, ballerino, coreografo e attore britannico († 1998)
- 13 marzo - Dieter Harlfinger, filologo e paleografo tedesco
- 13 marzo - Jacqueline Sassard, attrice francese († 2021)
- 13 marzo - Candi Staton, cantante statunitense
- 13 marzo - Giuseppe Torelli, politico italiano († 2019)
- 14 marzo - H. Jackson Brown, Jr., scrittore statunitense († 2021)
- 14 marzo - Alessandro Coletti, scrittore e giornalista italiano († 2014)
- 14 marzo - Isidoro Díaz, ex calciatore messicano
- 14 marzo - Billy Fisher, pugile britannico († 2018)
- 14 marzo - Masahiro Hamazaki, calciatore giapponese († 2011)
- 14 marzo - Hans-Olaf Henkel, politico tedesco
- 14 marzo - Lucio Testa, ex politico italiano
- 14 marzo - Mario Tiberi, economista italiano
- 15 marzo - Geral'd Bežanov, regista sovietico
- 15 marzo - Angelo De Marchi, naturalista italiano († 2009)
- 15 marzo - Paolo Granzotto, giornalista, saggista e opinionista italiano († 2016)
- 15 marzo - Jacques Hustin, cantautore belga († 2009)
- 15 marzo - Phil Lesh, musicista, bassista e cantautore statunitense († 2024)
- 15 marzo - Gianni Marcarini, ciclista su strada italiano
- 15 marzo - Augusto Martelli, compositore, arrangiatore e direttore d'orchestra italiano († 2014)
- 15 marzo - Vincenzo Miceli, politico italiano († 2025)
- 15 marzo - Jacob Palis, matematico brasiliano († 2025)
- 15 marzo - Edilio Petrocelli, politico italiano († 2013)
- 15 marzo - Jack Whyte, scrittore scozzese († 2021)
- 15 marzo - Vladas Česiūnas, canoista sovietico († 2023)
- 16 marzo - Bruno Boero, allenatore di pallacanestro italiano
- 16 marzo - Porter Meriwether, cestista statunitense († 2009)
- 16 marzo - Vagif Mustafazadeh, compositore e pianista azero († 1979)
- 16 marzo - Marios Orfanidīs, ex calciatore cipriota
- 16 marzo - Keith Rowe, musicista e artista britannico
- 17 marzo - Anni Biechl, ex velocista tedesca
- 17 marzo - Nicholas Corozzo, mafioso statunitense
- 17 marzo - Norman Mozzato, attore e doppiatore italiano
- 17 marzo - Gottfried Münzenberg, fisico tedesco († 2024)
- 17 marzo - Benito Penna, pugile italiano († 2022)
- 17 marzo - Jim Telfer, rugbista a 15 e allenatore di rugby a 15 scozzese
- 17 marzo - Silvano Vincenzi, ex calciatore italiano
- 17 marzo - Mieke Wijaya, attrice indonesiana († 2022)
- 17 marzo - Yorgis Yatromanolakis, scrittore, poeta e editorialista greco
- 17 marzo - Hugo Zarich, calciatore argentino († 2017)
- 17 marzo - Gianalfonso D'Avossa, generale, saggista e giornalista italiano († 2015)
- 18 marzo - Rino Bon, calciatore e allenatore di calcio italiano († 2012)
- 18 marzo - Luciano Ferrari Bravo, politologo italiano († 2000)
- 18 marzo - Ioannis Iliopoulos, fisico greco
- 18 marzo - Giustino Ippolito, ex calciatore italiano
- 18 marzo - Arlette Laguiller, politica e attivista francese
- 18 marzo - Mark Medoff, drammaturgo e sceneggiatore statunitense († 2019)
- 18 marzo - Ernst Veenemans, canottiere olandese († 2017)
- 18 marzo - Víctor Zegarra, allenatore di calcio e ex calciatore peruviano
- 19 marzo - Valentino Castellani, politico e ingegnere italiano
- 19 marzo - Barbara Franklin, politica e dirigente d'azienda statunitense
- 19 marzo - Mike Keen, allenatore di calcio e calciatore inglese († 2009)
- 19 marzo - Karl Lennartz, storico tedesco († 2014)
- 19 marzo - Don Mackay, ex calciatore e allenatore di calcio scozzese
- 19 marzo - Andrew Mate, calciatore ungherese († 2012)
- 19 marzo - Carlo Minnaja, matematico, esperantista e lessicografo italiano
- 19 marzo - Chiara Pinfari, politica italiana († 2024)
- 19 marzo - Sergio Tenente, calciatore italiano († 2020)
- 20 marzo - Giovanni De Vivo, vescovo cattolico italiano († 2015)
- 20 marzo - Héctor de Guevara, calciatore peruviano († 2024)
- 20 marzo - Sergej Lichačëv, tennista sovietico († 2016)
- 20 marzo - Mary Ellen Mark, fotografa statunitense († 2015)
- 20 marzo - Gianpiero Moretti, pilota automobilistico e imprenditore italiano († 2012)
- 20 marzo - Vladimir Petrov, allenatore di calcio e ex calciatore sovietico
- 20 marzo - Igor' Rëmin, calciatore sovietico († 1991)
- 20 marzo - Jean Serra, ingegnere e matematico francese
- 20 marzo - Silvia Solar, attrice francese († 2011)
- 21 marzo - Alberto Bazzarini, calciatore e allenatore di calcio italiano († 2022)
- 21 marzo - Solomon Burke, cantante statunitense († 2010)
- 21 marzo - Helena Henschen, scrittrice svedese († 2011)
- 21 marzo - Salvatore Palmucci, ex ciclista su strada sammarinese
- 21 marzo - Stefano Roncoroni, regista, sceneggiatore e critico cinematografico italiano
- 21 marzo - Chip Taylor, cantautore statunitense
- 21 marzo - Gerhard Zemann, attore austriaco († 2010)
- 22 marzo - Shabtai Ben-Bassat, ex cestista israeliano
- 22 marzo - Fausto Bertinotti, ex politico e sindacalista italiano
- 22 marzo - Giuseppe Daglia, ciclista su strada italiano († 2003)
- 22 marzo - Hussein Fahmy, attore egiziano
- 22 marzo - John Fullam, calciatore irlandese († 2015)
- 22 marzo - Edda Montanari, cantante italiana
- 22 marzo - Tănase Mureșanu, schermidore rumeno († 2007)
- 22 marzo - Haing S. Ngor, medico, attore e scrittore cambogiano († 1996)
- 22 marzo - Margherita Oggero, scrittrice italiana
- 22 marzo - Edige Niyazov, fotografo kazako († 2009)
- 22 marzo - Billy Younger, calciatore inglese († 2006)
- 23 marzo - Thomas Bilotti, mafioso statunitense († 1985)
- 23 marzo - Luis Echeberría, calciatore spagnolo († 2016)
- 23 marzo - Tom Hoad, ex pallanuotista e allenatore di pallanuoto australiano
- 23 marzo - Frances Mayes, docente, poetessa e saggista statunitense
- 23 marzo - Luigi Pierri, politico italiano († 2005)
- 23 marzo - William Stowe, canottiere statunitense († 2016)
- 24 marzo - Gianfredo Camesi, pittore e scultore svizzero
- 24 marzo - Mario Guarino, scrittore e giornalista italiano
- 24 marzo - Patrick Hanks, lessicografo e linguista britannico († 2024)
- 24 marzo - Don Jardine, wrestler canadese († 2006)
- 24 marzo - Per-Ola Lindberg, nuotatore svedese († 2022)
- 24 marzo - Pasquale Natuzzi, imprenditore italiano
- 25 marzo - Anita Bryant, cantante e attivista statunitense († 2024)
- 25 marzo - Amadou Gakou, ex velocista senegalese
- 25 marzo - Joaquín Galera, ciclista su strada spagnolo († 2025)
- 25 marzo - Jean Ichbiah, informatico francese († 2007)
- 25 marzo - Mina, cantante, produttrice discografica e conduttrice televisiva italiana
- 25 marzo - Simon Murray, imprenditore, avventuriero e scrittore inglese
- 25 marzo - Lillo Perri, giornalista e editore italiano († 2007)
- 25 marzo - Aleksandr Proškin, regista sovietico
- 25 marzo - Igor' Romiševskij, hockeista su ghiaccio sovietico († 2013)
- 25 marzo - Anita Shapira, storica israeliana
- 25 marzo - Vladimiro Zagrebelsky, magistrato e giurista italiano († 2025)
- 26 marzo - James Caan, attore statunitense († 2022)
- 26 marzo - Hiroyuki Ebihara, pugile giapponese († 1991)
- 26 marzo - Alberto Ficuciello, generale italiano († 2016)
- 26 marzo - Valentin Ivakin, calciatore sovietico († 2010)
- 26 marzo - Nancy Pelosi, politica statunitense
- 27 marzo - Silvano Bertini, pugile italiano († 2021)
- 27 marzo - Lois Craffonara, linguista e filologo italiano
- 27 marzo - Raffaele Marcoli, ciclista su strada italiano († 1966)
- 27 marzo - Sandro Munari, ex pilota di rally italiano
- 27 marzo - Gareth Peirce, avvocatessa inglese
- 27 marzo - Austin Pendleton, attore e regista statunitense
- 27 marzo - Oreste Rizzini, attore, doppiatore e dialoghista italiano († 2008)
- 28 marzo - Giuseppe Andrich, vescovo cattolico italiano
- 28 marzo - José Luis Azcona Hermoso, vescovo cattolico e missionario spagnolo († 2024)
- 28 marzo - Russell Banks, scrittore e poeta statunitense († 2023)
- 28 marzo - Francesco Alberto Covello, politico italiano
- 28 marzo - Luis Cubilla, allenatore di calcio e calciatore uruguaiano († 2013)
- 28 marzo - Bärbel Fuhrmann, ex nuotatrice tedesca
- 28 marzo - Estelle Kohler, attrice britannica
- 28 marzo - Kevin Loughery, ex cestista e allenatore di pallacanestro statunitense
- 28 marzo - Fulvio Macchi, ex calciatore italiano
- 28 marzo - Takayuki Okazaki, ex lunghista, triplista e velocista giapponese
- 28 marzo - John Michael Plumb, cavaliere statunitense
- 28 marzo - Peter Skerl, regista e sceneggiatore apolide († 2020)
- 28 marzo - Roberto Vitali, politico italiano
- 29 marzo - Graham Booth, imprenditore e politico britannico († 2011)
- 29 marzo - Tatsuo Fujimoto, ex nuotatore giapponese
- 29 marzo - Astrud Gilberto, cantante brasiliana († 2023)
- 29 marzo - Francesco Mazzaferro, mafioso italiano
- 29 marzo - Paolo Mengoli, politico italiano († 2025)
- 29 marzo - Godfrey Reggio, regista, sceneggiatore e produttore cinematografico statunitense
- 29 marzo - Viktor Serebrjanikov, allenatore di calcio e calciatore sovietico († 2014)
- 29 marzo - Constantino Tejada, ex calciatore argentino
- 29 marzo - Vito Tongiani, scultore e pittore italiano
- 29 marzo - Roland Urban, slittinista cecoslovacco († 2011)
- 29 marzo - Mario Velarde, allenatore di calcio e calciatore messicano († 1997)
- 30 marzo - Giorgio Cedolini, ex cestista italiano
- 30 marzo - Zuzanna Chwastek, cestista polacca († 2021)
- 30 marzo - Francesco Frigieri, giornalista e scrittore italiano († 1990)
- 30 marzo - Jerry Lucas, ex cestista statunitense
- 30 marzo - John Martis, ex calciatore scozzese
- 30 marzo - Julio Mattos, ex calciatore argentino
- 30 marzo - Uwe Timm, scrittore tedesco
- 31 marzo - Karl-Heinz Danielowski, ex canottiere tedesco
- 31 marzo - Pier Giorgio Debernardi, vescovo cattolico italiano
- 31 marzo - Barney Frank, politico statunitense
- 31 marzo - Yuriko Handa, pallavolista giapponese
- 31 marzo - Patrick Leahy, ex politico statunitense
- 31 marzo - Lisa Mitchell, attrice statunitense
- 31 marzo - Anna Razzi, ex ballerina e direttrice artistica italiana
- 31 marzo - Massimo Riva, giornalista e politico italiano
- 31 marzo - Cesare Rizzi, politico italiano († 2019)
- 31 marzo - Jim Storrie, calciatore e allenatore di calcio scozzese († 2014)
- 31 marzo - Federico Venturi, paleontologo italiano († 2020)